# Caylus
Caylus – miejscowość i gmina we Francji, w regionie Oksytania, w departamencie Tarn i Garonna.
Według danych na rok 1990 gminę zamieszkiwało 1308 osób, a gęstość zaludnienia wynosiła 14 osób/km² (wśród 3020 gmin regionu Midi-Pyrénées Caylus plasuje się na 268. miejscu pod względem liczby ludności, natomiast pod względem powierzchni na miejscu 19.).